# Aubignas
Aubignas é uma comuna francesa na região administrativa de Auvérnia-Ródano-Alpes, no departamento de Ardèche. Estende-se por uma área de 15,42 km². Em 2010 a comuna tinha 475 habitantes (densidade: 30,8 hab./km²).